# 板橋バイパス
板橋バイパス（いたばしバイパス）は、栃木県日光市森友から同市板橋に至る延長4.8kmの国道121号、国道352号のバイパス。
現道は幅員が狭小で屈曲部も多く、歩道も未整備であるため、交通の隘路となっており、特に観光シーズンにおける交通渋滞が発生している。また、国の特別史跡・特別天然記念物に指定されている日光杉並木となっており、杉並木の保全を目的として建設が進められた。

## 概要
- 起点：栃木県日光市森友（森友交差点、国道119号交点）
- 終点：栃木県日光市板橋（板橋交差点）
- 延長：4.8km
- 車線数：暫定2車線（完成4車線）
- 車線幅員：3.25m

## 交差する道路など
- E81 日光宇都宮道路土沢IC

## 歴史
- 2004年3月 板橋地区南部の上板橋交差点-板橋交差点間（L=1.2km）が部分開通。
- 2010年2月10日 森友・土沢地区の森友交差点-土沢北交差点間（L=1.1km）が部分開通。
- 2011年3月6日14時 土沢IC-上板橋交差点（L=1.6km）が部分開通。
- 2013年3月10日15時 土沢北交差点-土沢IC（L=0.9km）が開通、これにより全線供用。
- 2017年3月21日15時 旧道区間の日光市明神-同市板橋間（L=1.0km）が車両通行止めとされる[1]。